# 海のシルクロード

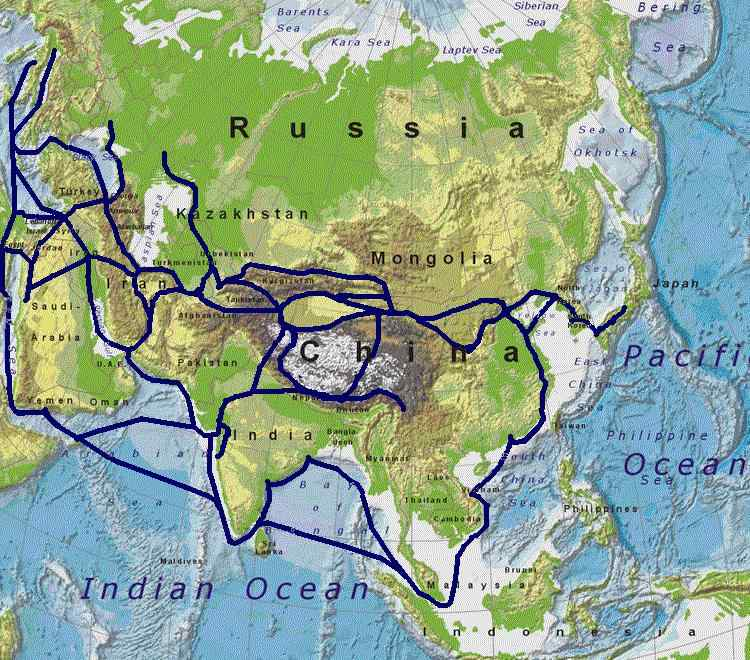
シルクロードの主要なルートのうち、南が海のシルクロードである。

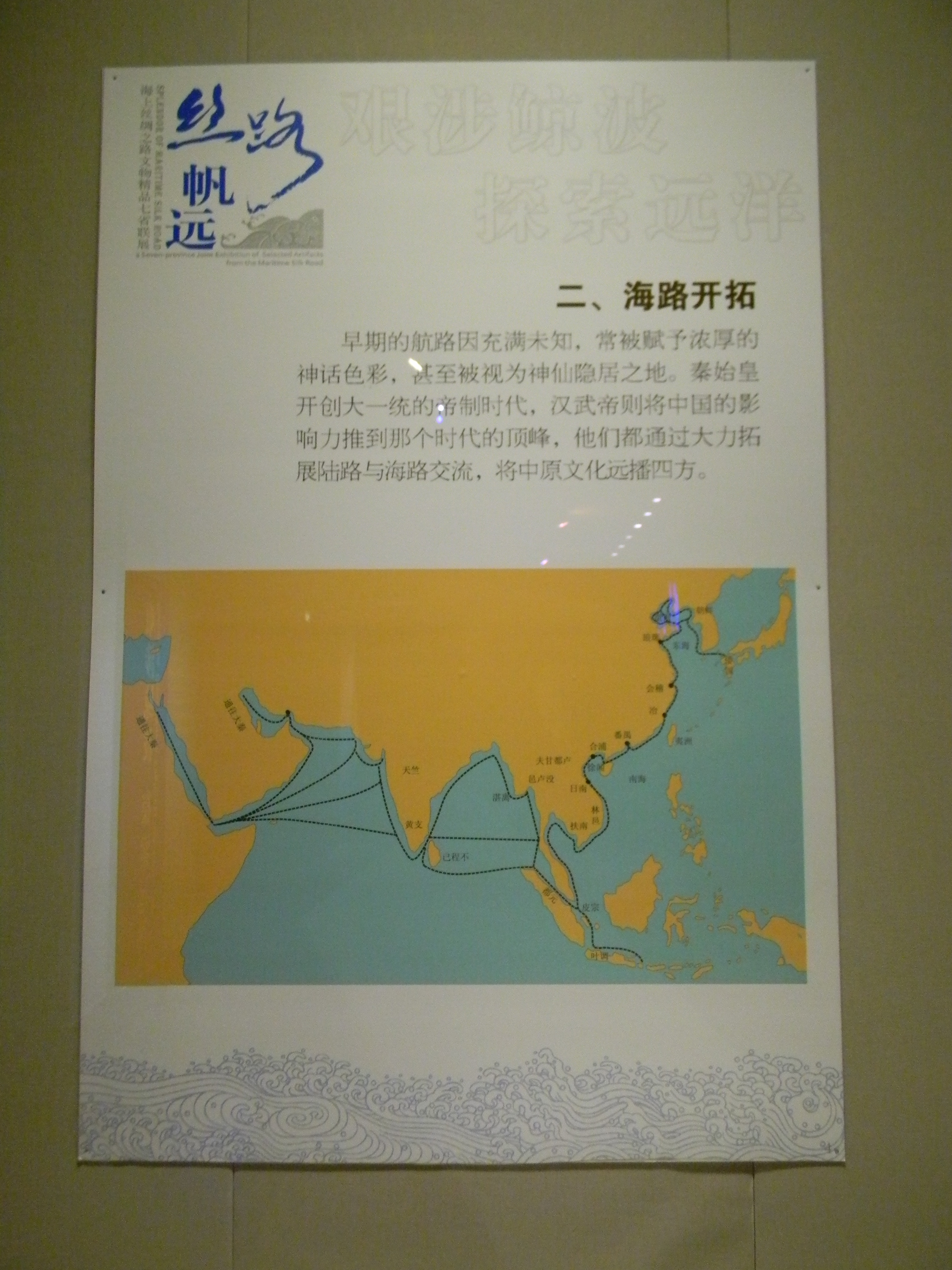
海のシルクロードの地図

海のシルクロード（うみのシルクロード、英語: Silk Road of the Sea, Maritime Silk Road or Maritime Silk Route）とは、2世紀ごろから16世紀ごろまで存在した海上交易路の呼称。
ただし、その中で南のインド洋などを通る道のりのことを主に指す。
海のシルクロードは主に東南アジアのオーストロネシア語族の船員、インドと東南アジアのタミル商人、東アフリカ、インド、セイロン、インドシナのギリシャローマ商人そしてアラビア海とそれ以降のペルシャとアラブの貿易業者によって設立され運営された 

## 沿革

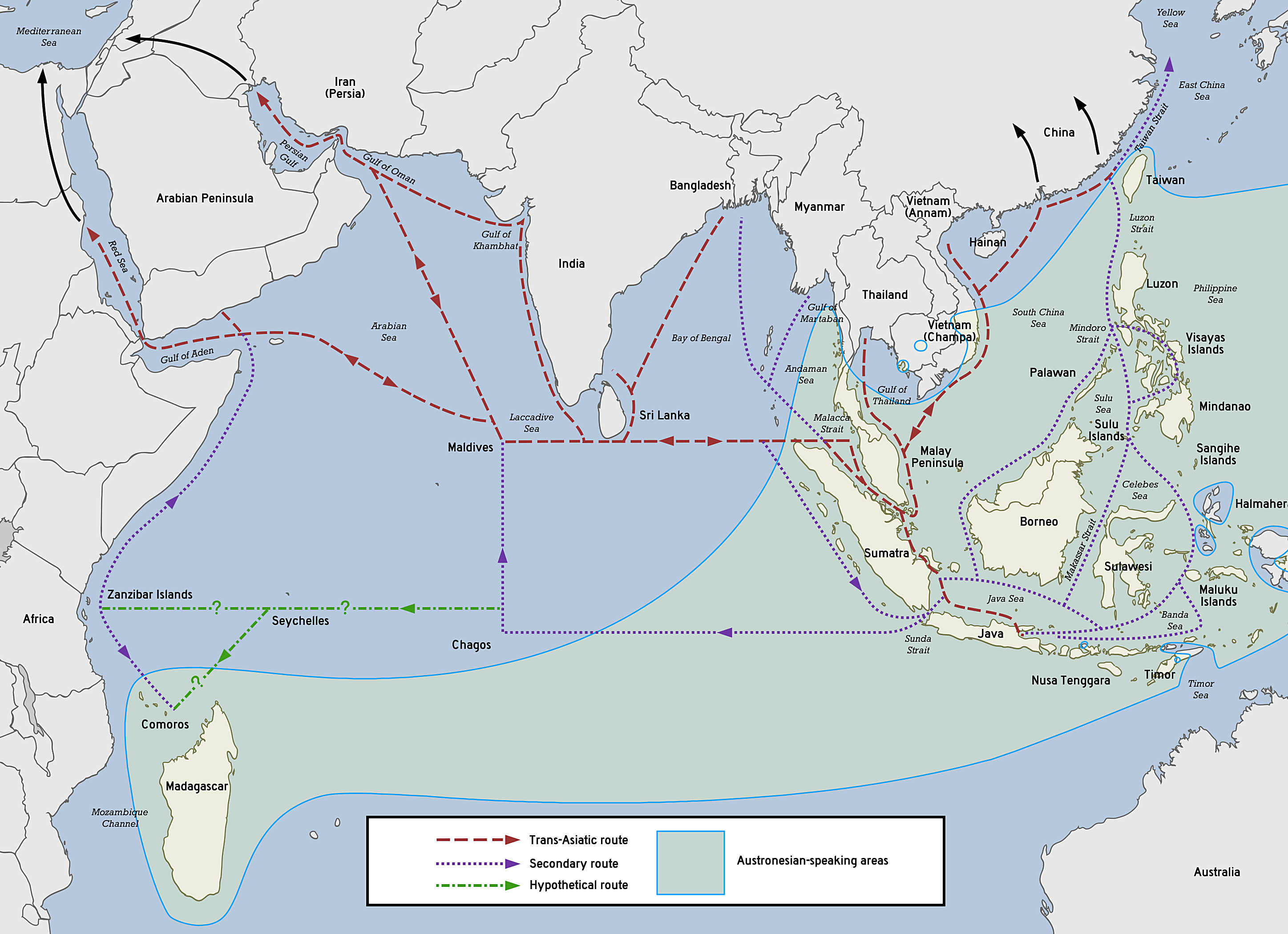
インド洋におけるオーストロネシアの原史期および歴史的海事貿易ネットワーク

インド人風の名前、名誉称号、場所の命名、組織や教育機関のモットー、ヒンドゥー教、仏教、インド建築、武道など、インドの文化要素が伝達され、大インドの歴史的なインドスフィア文化的影響ゾーンが形成される。さらにインドの音楽とダンス、伝統的なインドの服、そしてインド料理まで。このプロセスでは、インドのディアスポラによる継続的な歴史的拡大によってももたらされていった

海のシルクロードの歴史は古く、バビロニアやエジプト王国の古代オリエントなどであろうと いわれている。また、帝国王朝とも関係がある。そのため、本格的に「海のシルクロード」の交易路が開始されるのは、紀元後のことであった。その主な主役はムスリムの商人たちであった。
しかし、ムスリムの商人たちは、貿易を活発に行い、その活発な海洋交易は、マルコ・ポーロもこの道を通っている。
海のシルクロードは、スリランカと南インド（紀元前1000年から600年に設立）との島民東南アジア人初期のオーストロネシアの香辛料貿易ネットワーク、および南シナ海フィリピン・リンゴアーティファクトの翡翠などの産業貿易から発展（紀元前500年頃）し  その歴史の大部分において、オーストロネシア語族が制海権特にマラッカ海峡とバンカ海峡、マレー半島、メコンデルタ周辺の政体を支配してきた。中国の記録はこれらの地域のインド化をみて、これらの王国も「インド人」であると誤認していた。またこのルートは、ヒンドゥー教と仏教の東への初期の広がりに影響を与えていったが、外洋での航海が可能になる前、中国との貿易の多くはトンキン湾を通過していた。この地域にはいくつかの貿易港が発展し、特に交趾地域（ベトナム北部）には莫大な富が蓄積されていく。
元王朝が滅びると、中国では、明王朝が勃興した。そのため、鄭和艦隊で知られるように、この大艦隊の真の目的は朝貢貿易にあったのであり、貿易が行われていたとも言われている。その事実は、インド南部の商人やヴェネツィアの商人たちの貿易や、それ以降は、キリスト教徒達（ポルトガル海上帝国やスペイン海上帝国）の植民地支配を背景とした経済活動が中心となっていった。
すなわち、植民地支配を背景とした経済活動が中心となっていった。

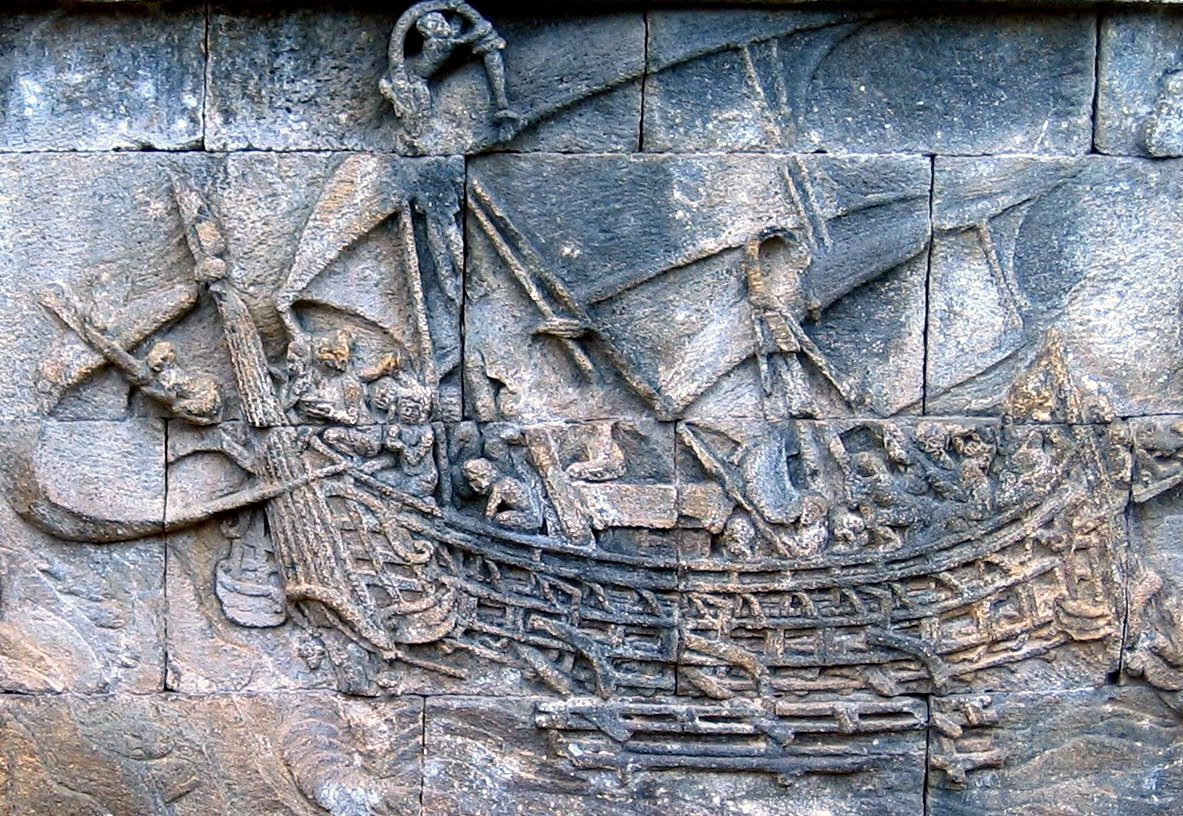
ボロブドゥール船。8世紀から、大規模なネイティブアウトリガー貿易船の描写　シャイレーンドラ朝とシュリーヴィジャヤ王国、タラソクラシーら東南アジアのオーストロネシア人の特徴的なタンジャセイルが示されている。

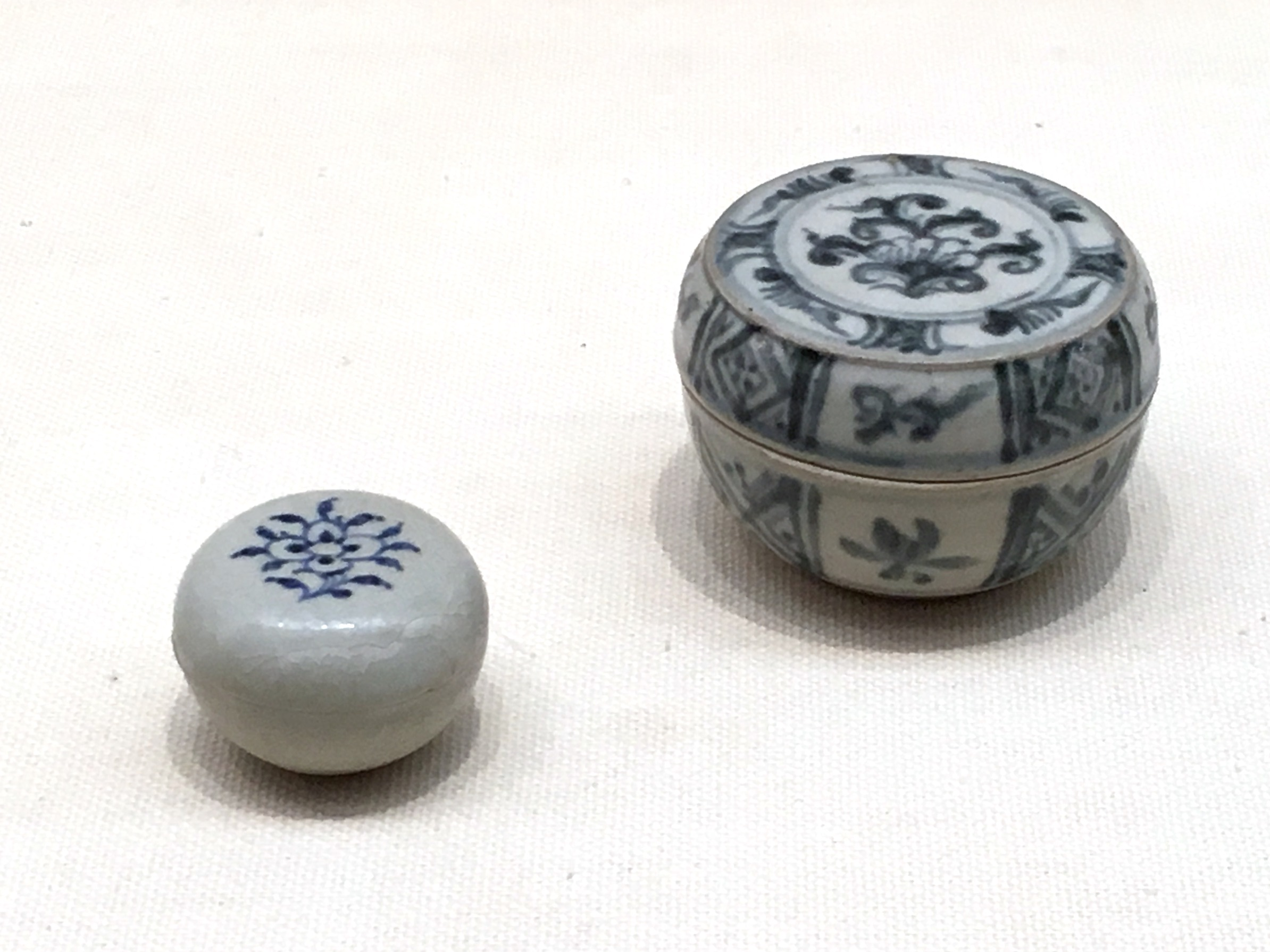
愛知県にある16世紀のベトナム陶磁器。